# 오이시 노부유키
오이시 노부유키(일본어: 大石 信幸, 1939년 9월 12일 ~ )는 일본의 전 축구 선수이다.

## 국가대표팀 경력
그는 1964년 3월3일 싱가포르과의 경기에서 일본 국가대표팀에 데뷔했다.

## 통계
| 일본 | 일본 | 일본 |
| 연도 | 출전 | 득점 |
| ---- | ---- | ---- |
| 1964 | 1    | 0    |
| 통산 | 1    | 0    |